# Marat Chairullin
Marat Nailjewitsch Chairullin (russisch Марат Наильевич Хайруллин; * 26. April 1984 in Kasan, Russische SFSR, Sowjetunion) ist ein russisch-kasachischer ehemaliger Fußballspieler auf der Position eines Mittelfeldspielers.

## Karriere
Marat Chairullin begann seine Karriere in der zweiten Mannschaft des russischen Vereins Rubin Kasan. 2007 wechselte er zum kasachischen Verein FK Aqtöbe, mit dem er 2007, 2008 und 2009 die kasachische Meisterschaft gewinnen konnte. Im Frühjahr 2010 wurde er vom russischen Zweitligisten Wolga Nischni Nowgorod verpflichtet. Im Juli 2010 kehrte der Mittelfeldspieler zum FK Aqtöbe zurück.

## Nationalmannschaft
Am 3. Juni 2011 absolvierte er sein erstes Länderspiel beim Qualifikationsspiel zur Fußball-Europameisterschaft 2012 gegen Aserbaidschan.

## Erfolge
- Kasachischer Meister: 2007, 2008, 2009, 2013 (mit dem FK Aqtöbe)
- Kasachischer Pokalsieger: 2008 (mit dem FK Aqtöbe)